# Maekawa-Report
Der Maekawa-Report (japanisch 前川レポ－ト Maekawa repōto), benannt nach dem Direktor der Bank of Japan, Maekawa Haruo (1905–1986), war ein von Premierminister Nakasone angeforderter Bericht zum Thema „Maßnahmen zur Anpassung an die internationale wirtschaftliche Harmonie“. Der Report erschien im April 1986.

## Übersicht
Der Maekawa-Report stellte fest, dass der gewaltige Handelsüberschuss seine Wurzel in der Export-abhängigen Wirtschaftsstruktur habe. Der Report empfahl, dass Japan seine ökonomische Struktur ändern sollte, um der Struktur der übrigen Welt näher zu kommen. Dazu schlug der Report im Einzelnen folgende Schritte vor:
1. Stimulierung des einheimischen Marktes in Richtung Nachfrage.
2. Änderung der Industrie-Struktur dahingehend, dass sie zur internationalen Harmonie beiträgt.
3. Weitere Verbesserungen für den Zugang des Auslands zum japanischen Markt, verbunden mit einer Stimulierung des Imports.
4. Stabilisierung der internationalen Wechselkurse und Internationalisierung des Finanzmarktes.
5. Förderung der internationalen Kooperation und Beitragsleistung zum weltweiten Konsum durch den internationalen Status Japans.

Die Regierung nahm den Bericht zur Kenntnis und formulierte die grundlegende Wirtschaftspolitik in den folgenden Jahren weitgehend entlang der Vorschläge.
1987 wurde in einem „Neuen Maekawa-Report“ (新前川レポ－ト) empfohlen, die Arbeitsstunden auf 1800 pro Jahr zu senken.